# Lethaeini
Tribu
Synonymes
- Camptocerini Wagner, 1961[1]
- Lipostemmatina Berg, 1879[2]

Les Lethaeini sont une tribu d'insectes hétéroptères (punaises) de la famille des Rhyparochromidae.

## Description
Les Lethaeini ont le corps brillant ou subbrillant. La tête est dotée d'antennes à quatre articles, comme le rostre, qui est enserré dans des buccules jointes immédiatement en arrière de la base. La tête présente également des plaques iridescentes (une ou deux) dorsalement, à sa base, parfois masquées par l'avant du pronotum. Les jugas sont carénées. Les marges latérales du pronotum sont souvent carénées ou aplaties, et le pronotum porte sur son angle antérolatéral une soie épaisse allongée. Les Lethaeini se distinguent techniquement des autres Rhyparochrominae par divers caractères parfois microscopiques. Tous leurs stigmates (ou spiracles) abdominaux sont ventraux (par contraste avec les Gonianotini, les Megalonotini, les Myodochini et les Udeocorini, chez qui une partie sont dorsaux). Sur le 5e sternite (segment abdominaux ventral), les trois trichobothries sont implantées en ligne droite, et non en biais, comme chez les Drymini, les Lilliputocorini, les Ozophorini, les Phasmosomini, et les Stygnocorini. Parmi ces trichobothries, au moins une est placée en arrière du stigmate (chez les Targaremini, les trois sont placées en avant de celui-ci). Chez les juvéniles, il n'y a pas de suture en « Y » à l'avant de l'abdomen. Les Lethaeini se distinguent enfin des Antillocorini, dont ils sont très proches, des zones iridescentes à la base de la tête, par l'absence de latéro-tergites intermédiaires, la marge postérieure de la corie droite et non concave, et des cicatrices de glande abdominale seulement entre les sternites 5 et 6 ou absentes. Dans les organes génitaux, le réservoir de sperme est complexe et très modifié,. Ils sont de taille petite à moyenne (2 à 10 mm).     
Certains genres sont « coléoptéroïdes » (Austroxestus, Carabocoris, Coleocoris, Esuris, Stictolethaeus, Tuitocoris, Xestocoris), c'est-à-dire que leurs ailes se terminent sans membrane, et atteignent parfois pratiquement l'apex de l'abdomen, à la manière des élytres des coléoptères, et qu'ils ont perdu les ailes postérieures, ce qui devrait empêcher le vol.    

## Répartition et habitat
Cette tribu a une répartition principalement tropicale et subtropicale, dans les régions afrotropicales, indomalaises et australiennes, même si quelques espèces s'étendent plus au Nord, aussi bien dans le Paléarctique que dans le Néarctique,. 
En Europe, seules six espèces sont présentes, dans deux genres, Lethaeus (cinq espèces) et Camptocera, avec une seule espèce. Selon le site spécialisé Zicrona, seule cette dernière est présente en France continentale, avec notamment une mention de Banyuls en 1931,. 
En Australie, selon James Alex Slater, cette tribu a le même type de répartition que les Plinthisini, avec des composants sud-tempérés (Coleocoris, Carabocoris, Exomyocara, et Myocara) et tropicaux (Neolethaeus). Les composants sud-tempérés sont principalement inaptes au vol, de forme coléopteroïde, et de répartition restreinte.

## Biologie
On connaît mal la biologie des Lethaeini. Comme la plupart des Rhyparochromidae, ce sont des granivores, suçant les sucs des graines avec leur rostre. La plupart des espèces semble habiter la litière du sol. 
Au Mexique, des espèces consomment des graines de Ficus (Moraceae). À Trinidad, deux espèces de Cryphula ont été trouvées sous verveine bleue (Stachytarpheta jamaicensis, Verbenaceae). 
Certaines espèces sont attirées par les pièges lumineux.

## Systématique
Cette tribu a été reconnue dès 1872 par l'entomologiste suédois Carl Stål sous le nom de « Lethaearia ». En 1957, G. G. E. Scudder redéfinit les Rhyparochromidae, et continue à reconnaître les Lethaeini comme l'une de leurs quatre tribus, de même que Slater et Sweet, en 1961, parmi huit tribus. Considérée toutefois comme polyphylétique dans sa définition, elle est redéfinie par Peter Ashlock en 1964, qui en extrait les Antillocorini et les Targaremini, et en fait des tribus séparées, une redéfinition acceptée par Merrill Henry Sweet (d) en 1967. Une révision des espèces Ouest-Paléarctiques est effectuée par Jean Péricart en 1998. Li et al. révisent les espèces de Chine en 2011. Jane O'Donnell fournit une clé des genres de l'hémisphère ouest et étudie les genitalia du groupe, permettant ainsi d'en extraire certains genres, déplacés à leur tour dans les Antillocorini.  
Aujourd'hui, la tribu est considérée comme monophylétique, avec comme groupe-frère les Lilliputocorini. Ces deux tribus prises ensemble en un clade ont comme groupe-frère les Antillocorini. Certains groupes d'espèces ou genres méritent toutefois encore des précisions dans leur définition.   
Quelques genres de la famille ont été nommés à partir de personnages de l'Antiquité : Aristaenetus (épistolier grec, Adauctus (cognomen romain, et un martyr chrétien, et Lethaeus (relatif à Léthé, fleuve des Enfers dans la mythologie grecque, probablement en raison de la couleur noire des deux premières espèces décrites, L. africanus, et L. indicus). Plusieurs sont nommés à partir du genre type de la tribu, Lethaeus : Lethaeograndellus, Margolethaeus, Neolethaeus, Noteolethaeus, Porrectolethaeus, Stictolethaeus, Sweetolethaeus (sous-genre). 
Aujourd'hui, le groupe contient une quarantaine de genres et près de 200 espèces, selon le site Lygaeoidea Species Files, qui présente un catalogue en ligne avec les références. Mais de nombreuses espèces restent à décrire. 

### Liste des genres
Selon BioLib (23 janvier 2023), corrigé et complété à partir de Lygaeoidea Species Files :
- genre Adauctus Distant, 1909
- genre Afromydrus Scudder, 1968
- genre Aristaenetoides Kondorosy, 2006
- genre Aristaenetus Distant, 1901
- genre Atkinsonianus Distant, 1909
- genre Austroxestus Woodward, 1962
- genre Bubaces Distant, 1893
- genre Camptocera Jakovlev, 1877
- genre Carabocoris Gross, 1958
- genre Cistalia Stål, 1874
- genre Coleocoris Gross, 1958
- genre Cryphula Stål, 1874
- genre Diniella Bergroth, 1893
- genre Esuris Stål, 1874
- genre Exomyocara Slater & Woodward, 1974
- genre Gonatoides Slater, 1957
- genre Hexatrichocoris Kiritshenko, 1931
- genre Lamproceps Reuter, 1882
- genre Lampropunctus Scudder, 1971
- genre Lethaeograndellus Scudder, 1962
- genre Lethaeus Dallas, 1852
- genre Lipostemmata Berg, 1879
- genre Lophoraglius Wagner, 1961
- genre Margolethaeus Zsalakovics & Kondorosy, 2014
- genre Miogonates Sailer & Carvalho, 1957
- genre Myocara Bergroth, 1916
- genre Neolethaeus Distant, 1909
- genre Neopetissius O'Donnell, 2001
- genre Noteolethaeus Woodward & Slater, 1962
- genre Orbellis Distant, 1913
- genre Paragonatas Barber, 1939
- genre Paramyocara Woodward & Malipatil, 1977
- genre Petissius Distant, 1893
- genre Porrectolethaeus Scudder, 1971
- genre Ptilocamptocera Wagner, 1961
- genre Rhaptus Stål, 1874
- genre Scobinigaster Kondorosy & Baňař, 2020
- genre Stictolethaeus O'Donnell, 1991
- genre Valtissius Barber, 1918
- genre Xestocoris Van Duzee, 1906

## Galerie

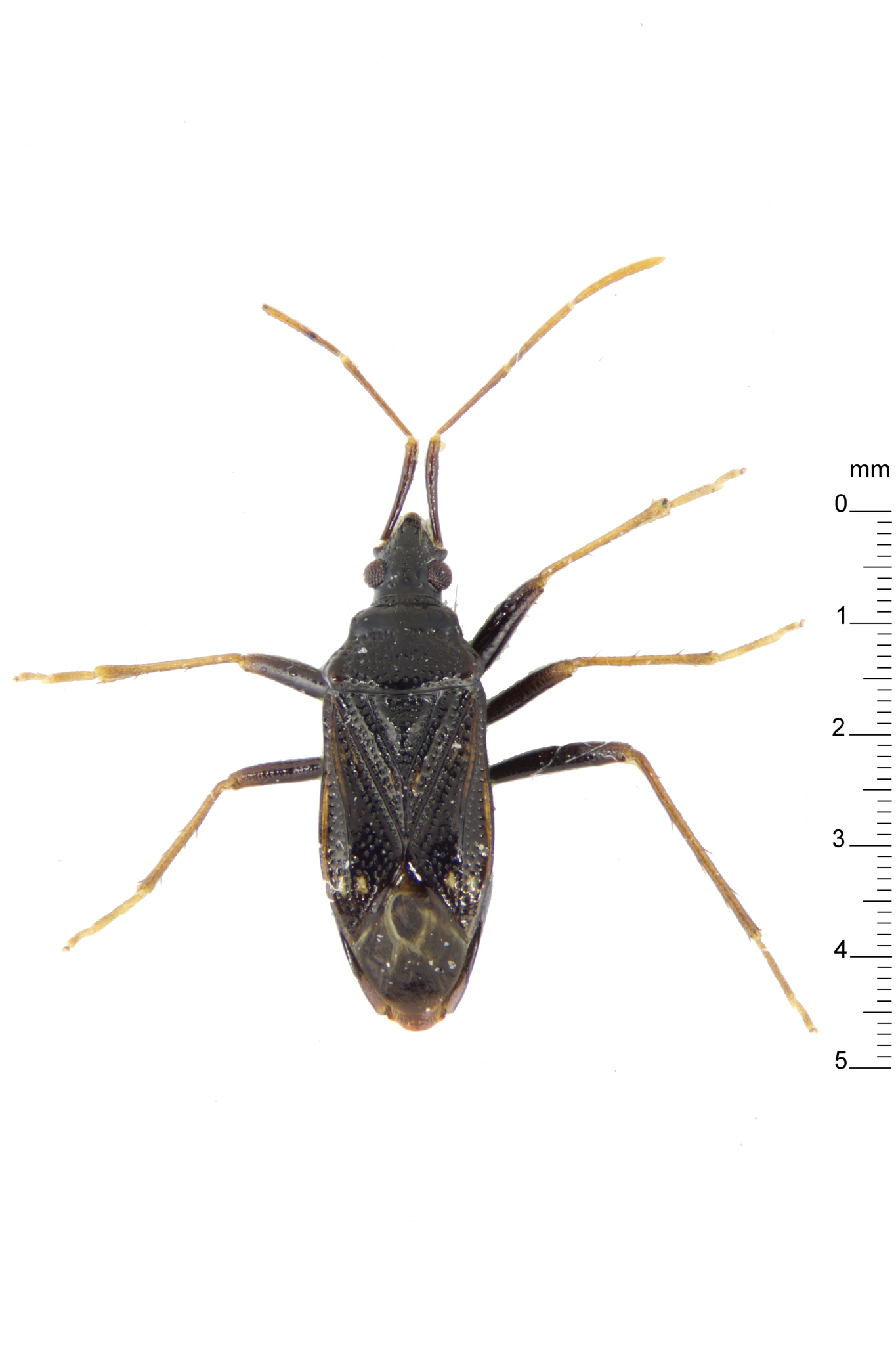
Aristaenetoides politus, Brunei.
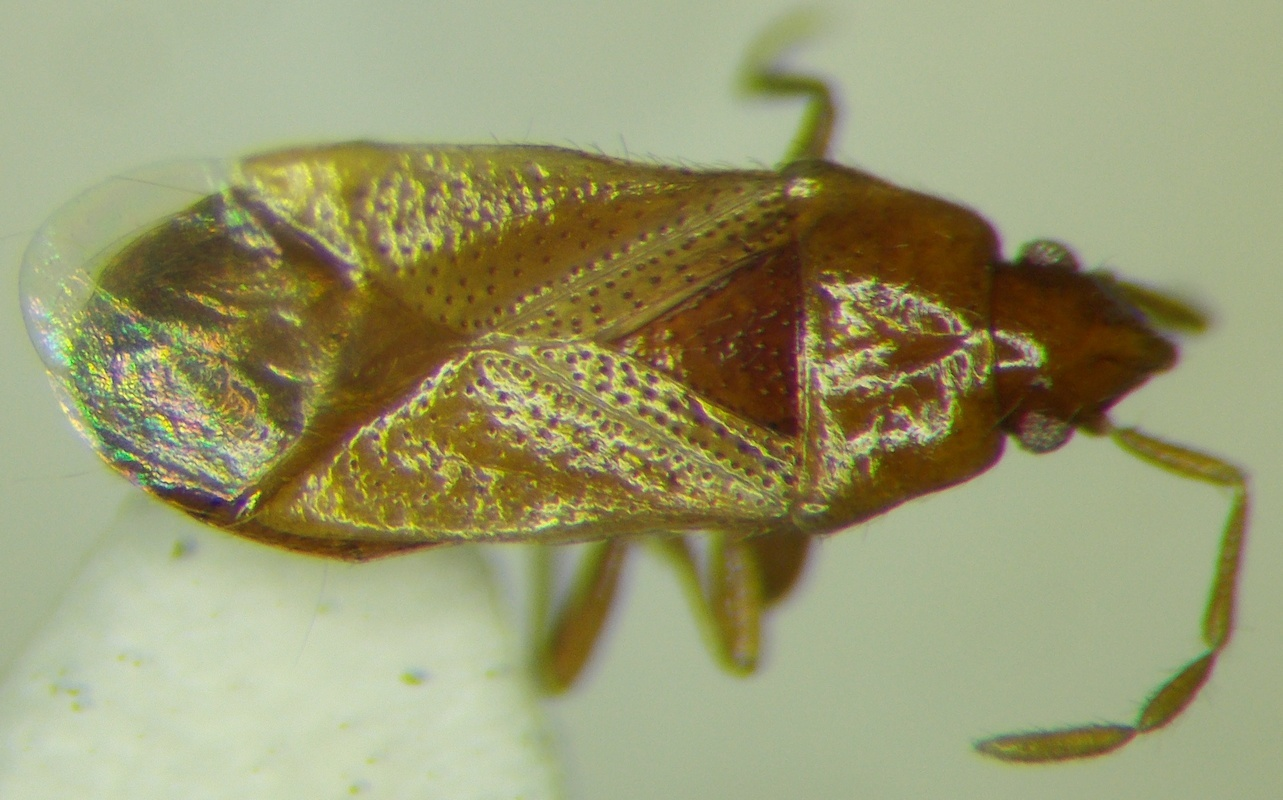
Camptocera glaberrima, Daghestan.
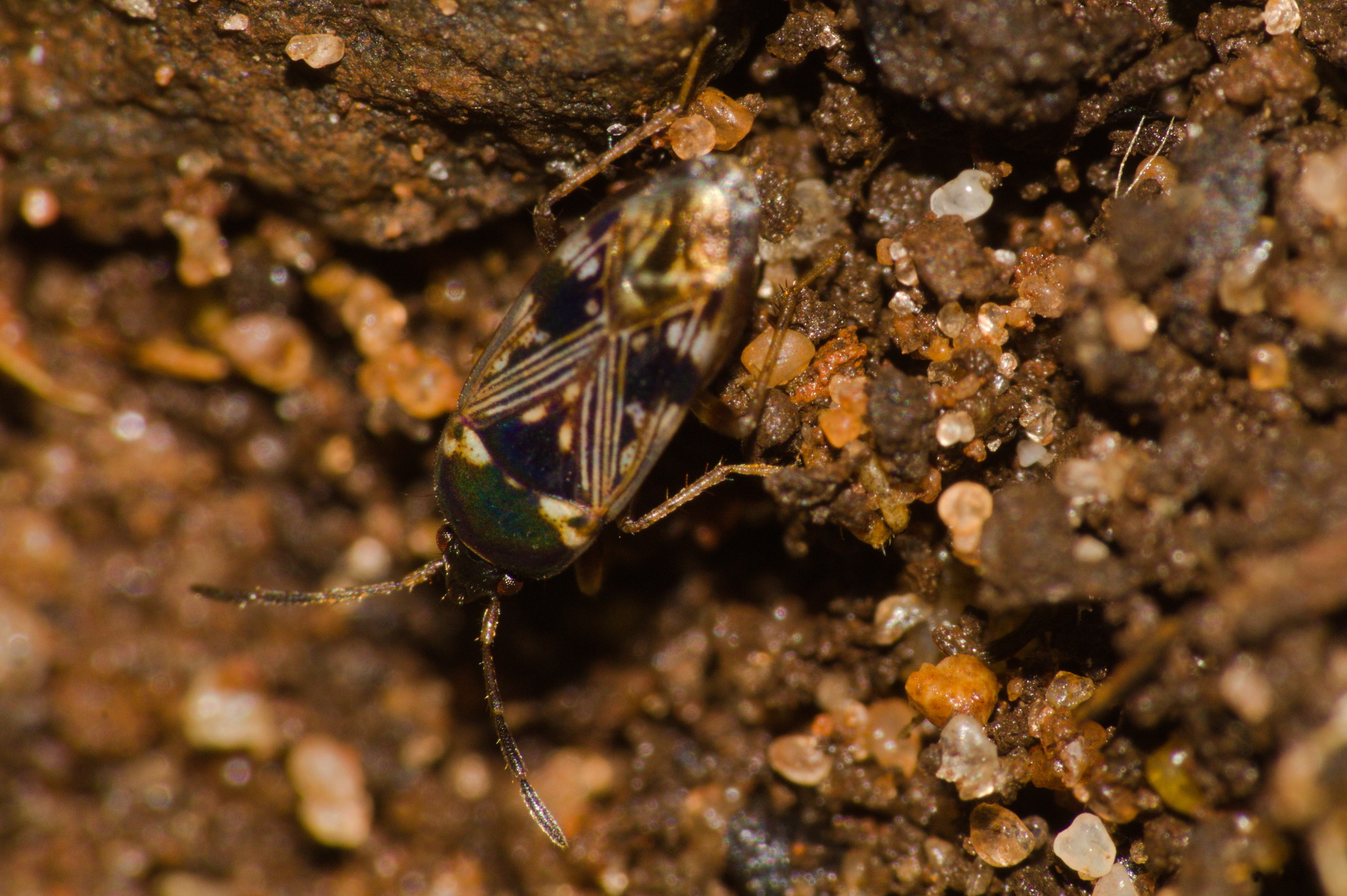
Cryphyla affinis, Brésil. Mimétisme avec le sol.
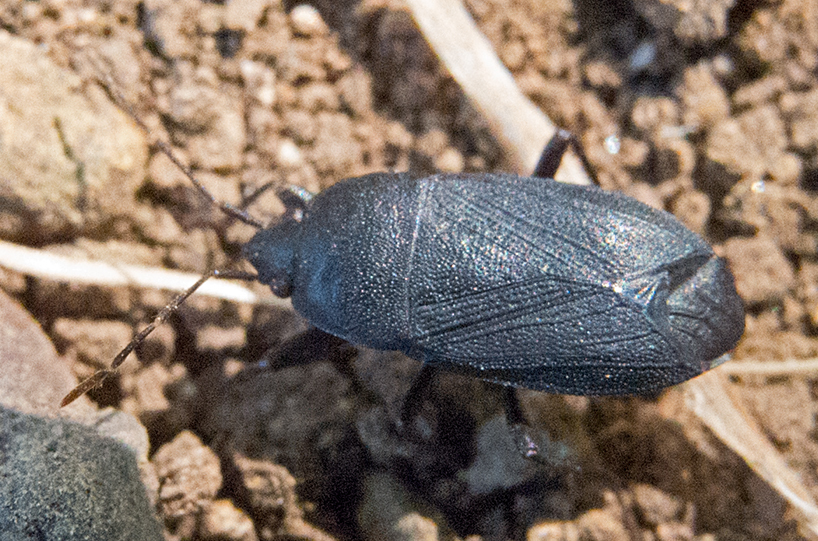
Lethaeus cribratissimus, Bulgarie. Genre à espèces noires.
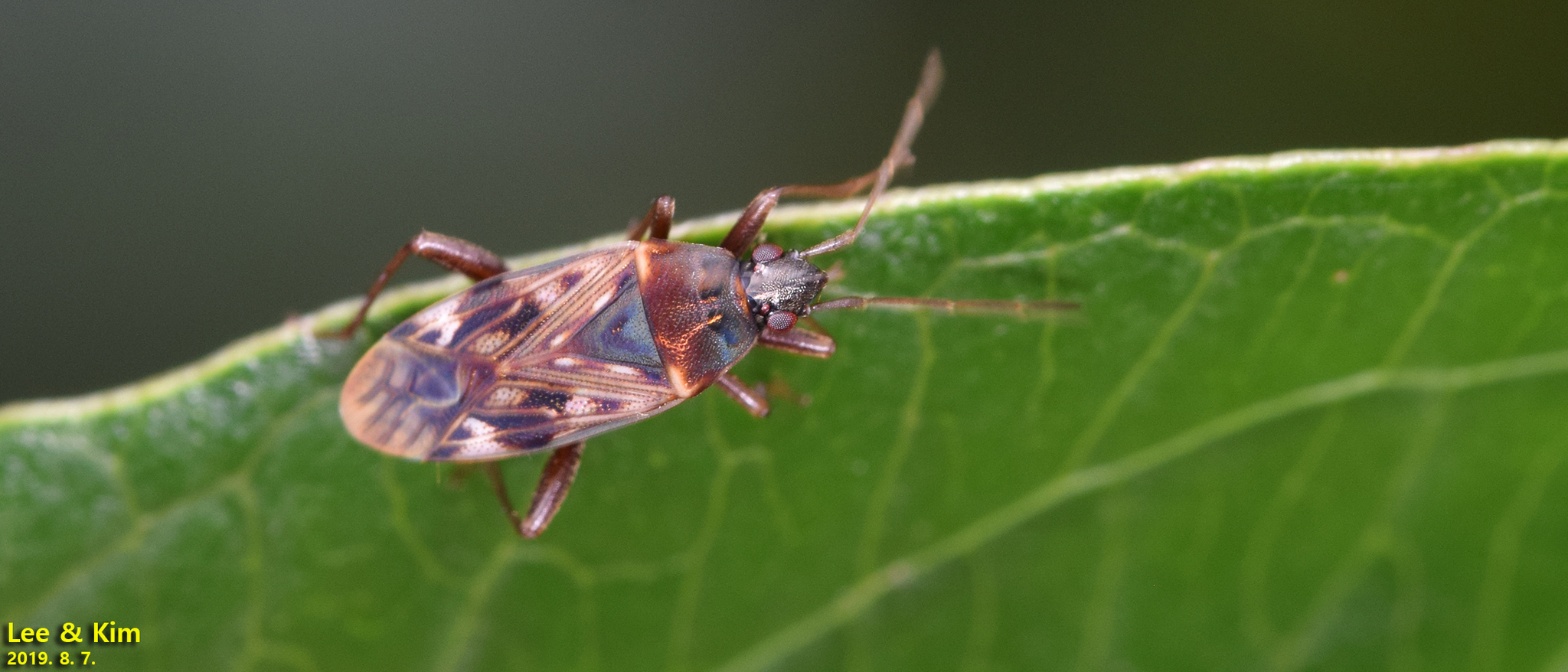
Neolethaeus dallasii, Corée du Sud.
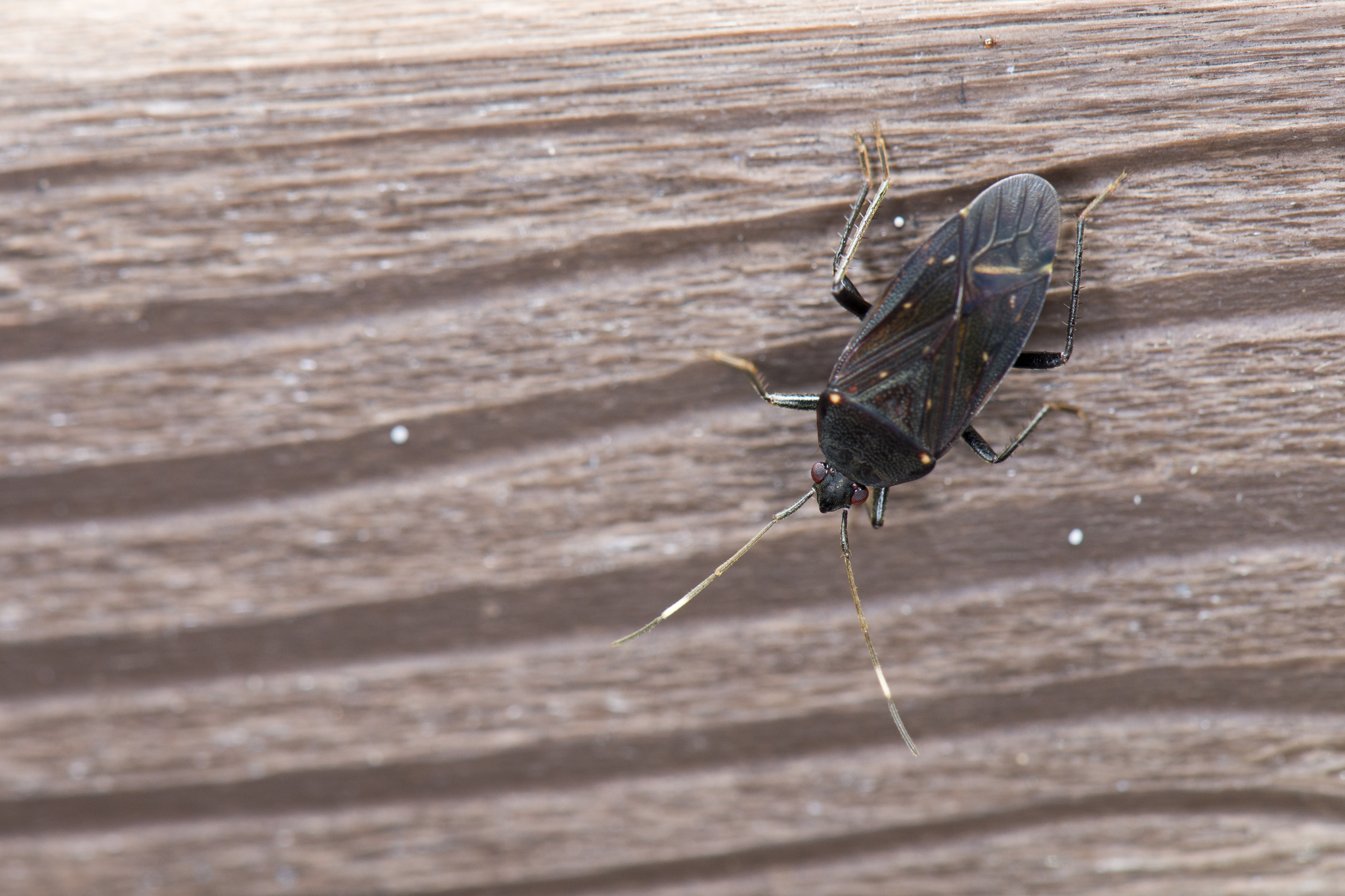
Neolethaeus assamensis, Taïwan.
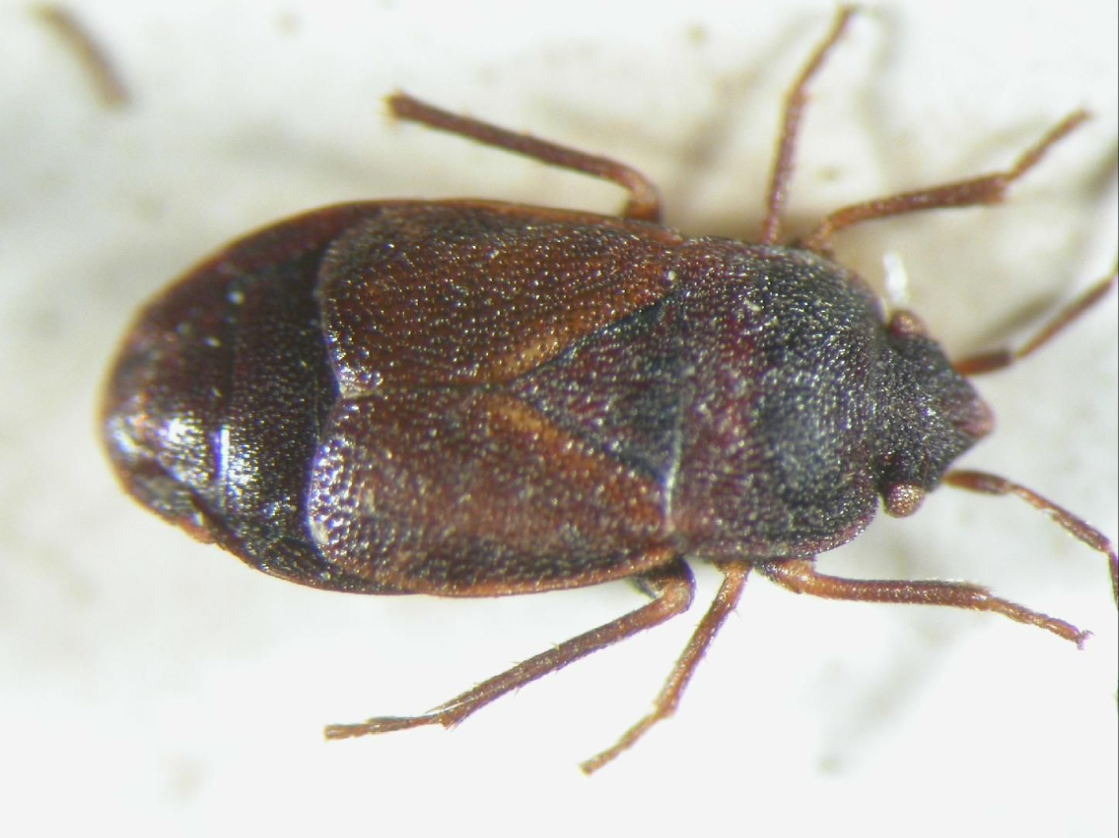
Noteolethaeus armstrongi, Australie, spécimen du NHMUK, espèce coléoptéroïde.